# Mocidade Independente da Nova Corumbá
Mocidade Independente da Nova Corumbá é uma escola de samba de Corumbá.
Fundada em 1999 pela destaque de luxo do carnaval corumbaense Fernanda Vanucci, a escola foi fundada com o intuito de fornecer uma opção cultural e de lazer para a zona sul da cidade, recém-povoada e ganhando estrutura por parte do Poder Público. A agremiação entre os anos 2000 e 2008 participou do carnaval corumbaense em  posições coadjuvantes, mas sempre com muita alegria e angariando um bom numero de componentes. O grande salto de qualidade se dá a partir de 2009, quando um grupo de pessoas resolve se desligar do Império do Morro e subem até a Mocidade para oferecer ajuda técnica e, sobretudo, financeira à escola
Em 2010, apresentou como tema de seu carnaval o Rio Paraguai, parafraseando o enredo da Mangueira em 2006, que versava sobre  o Rio São Francisco. Com este enredo, a escola foi campeã do Grupo de Acesso, estando classificada para Grupo Especial em 2011, quando foi vice-campeã, com enredo em homenagem à cidade do Rio de Janeiro. Já no ano seguinte, cantando sobre Mato Grosso do Sul, conseguiu o primeiro titulo da agremiação com um desfile de muita beleza plástica na avenida
Em 2013, assumiu a presidência da escola o colunista social Alfredo de Sartory, que já havia sido enredo da agremiação em 2009. Problemas com o carnaval sobre a Associação Comercial e Industrial de Corumbá acabaram acontecendo e para os desfiles de 2014, assume a presidência Luiz Bosco Delgado, atual presidente do Corumbaense Futebol Clube. O desfile sobre o Cavalo Pantaneiro é correto e chega em terceiro na classificação final.
Almejando o titulo para 2015, a escola investe pesado no desfile sobre a Marinha do Brasil, mudando sua estética, investindo mais no luxo e retornando a fazer concurso de samba-enredo, abandonando as encomendas que tinham sido realizadas nos últimos 4 anos. O desifle plasticamente é perfeito, mas a escola acaba perdendo muitos pontos sobretudo nos quesitos técnicos, onde abre buracos em sua evolução principalmente no retorno à pista da bateria, após a entrada no recuo. A modesta quarta colocação liga o sinal de alerta na escola.
Para 2016, a fundadora da agremiação Fernanda Vanucci volta ao posto de Presidente e, mesmo sob pressão da diretoria até mesmo para se licenciar dos desfiles, resolve fazer o carnaval da escola, prometendo cifras mais modestas mas um carnaval mais organizado. Traz da Vila Mamona o compositor e diretor geral de Carnaval Victor Raphael para assumir a função de vice-presidente e reorganizar os segmentos da escola. A Agremiação fecha o carnaval de 2016 com um desfile "com o regulamento debaixo do braço", e com uma formação diferente do usual, com alas à frente da primeira alegoria, emulando o que se pratica nos grandes centros. A escola se sagrou campeã do carnaval e favorita ao bi em 2017, onde retratou a realidade dos trabalhadores populares da sociedade, alçando o vice-campeonato, apenas 1 décimo atrás da campeã, a Vila mamona

## Segmentos

### Presidente
| Nome                 | Mandato                            | Ref.        |
| -------------------- | ---------------------------------- | ----------- |
| João Pedro Cavassa   | ? - maio de 2013                   | [ 5 ]       |
| Alfredo de Sartory   | maio de 2013 - Fevereiro de 2014   | [ 5 ]       |
| Luis Bosco Delgado   | Fevereiro de 2014 - Agosto de 2016 | [ 6 ]       |
| Fernanda Vanucci     | Agosto de 2016 - Agosto de 2019    | [ 7 ] [ 8 ] |
| José Maria Rodrigues | Agosto de 2019 - Novembro de 2020  |             |
| Reinaldo Bah         | Novembro de 2020-                  |             |

### Presidente de honra
| Nome               | Mandato          | Ref.  |
| ------------------ | ---------------- | ----- |
| João Pedro Cavassa | maio de 2013 - ? | [ 5 ] |

### Patronos
| Nome                                                        | Mandato          | Ref.  |
| ----------------------------------------------------------- | ---------------- | ----- |
| Ruiter Cunha de Oliveira José Arturo Iunes Bobadilla Garcia | maio de 2013 - ? | [ 9 ] |

### Diretor de Carnaval
| Ano  | Diretor de Carnaval  | Diretor geral de harmonia     | Mestre de bateria | Ref.         |
| ---- | -------------------- | ----------------------------- | ----------------- | ------------ |
| 2014 | Geraldo Albaneze     | Valdir Albaneze               | Diego Rojas       | [ 10 ] [ 9 ] |
| 2015 |                      |                               | Diego Rojas       | [ 11 ]       |
| 2016 | Victor Raphael       | Victor Raphael                | Diego Rojas       |              |
| 2017 | Maria Lucia Calábria | Inocente Areco                | Diego Rojas       |              |
| 2018 | Maria Lucia Calabria | Zé Maria e Inocente Areco     | Diego Rojas       |              |
| 2019 | Maria Lucia Calabria | Zé Maria e Inocente Areco     | Diego Rojas       |              |
| 2020 | Maria Lucia Calabria | Inocente Areco e Jobson Bispo | Marcigley Santana |              |

### Coreógrafo
| Ano  | Nome                  | Ref.   |
| ---- | --------------------- | ------ |
| 2015 | Joílson Silva da Cruz | [ 11 ] |
| 2016 |                       |        |
| 2017 | Gigio Morrone         |        |

### Casal de Mestre-sala e Porta-bandeira
| Ano  | Nome               | Ref.   |
| ---- | ------------------ | ------ |
| 2014 | Edelton e Graziela | [ 12 ] |
| 2015 | Edelton e Graziela |        |
| 2016 | Edelton e Graziela |        |
| 2017 | Edelton e Valessa  |        |
| 2018 | Edelton e Valessa  |        |
| 2019 | Edelton e Valessa  |        |
| 2020 |                    |        |

### Rainhas de bateria
| Período | Rainha        | Madrinha         | Ref.   |
| ------- | ------------- | ---------------- | ------ |
| 2011    | Edna Pacheco  | Patrícia Chélida | [ 13 ] |
| 2012    |               |                  |        |
| 2013    |               |                  |        |
| 2014    |               |                  |        |
| 2015-   | Carol Castelo |                  |        |

## Carnavais
| Ano  | Colocação   | Grupo    | Enredo | Carnavalesco         | Intérprete              | Ref                  |
| ---- | ----------- | -------- | --- | -------------------- | ----------------------- | -------------------- |
| 2004 | Vice-campeã | Único    | Neste Carnaval a Bolívia é a Nossa Festa | Fernanda Vanutch     |                         |                      |
| 2005 | 6° lugar    | Único    | Deus criou o Universo. A China, a bola. A Inglaterra, o futebol. Mas, foi no Brasil que nasceu o país do futebol                                    | Fernanda Vanutch     |                         |                      |
| 2006 | 7° lugar    | Único    | Nova Corumbá, do sonho à realidade, centro do esporte, cultura e lazer                                                                              | Fernanda Vanutch     |                         |                      |
| 2007 | 7° lugar    | Único    | África, berço da humanidade, onde o homem evoluiu e criou a agricultura e a civilização                                                             | Manoelzinho          |                         |                      |
| 2008 | 3° lugar    | Acesso   | Entre luz, cores e fantasias, brilha uma estrela no céu da mocidade, Parabéns Corumbá 230 anos                                                      | Clemilson Medina     |                         | [ 1 ]                |
| 2009 | 3° lugar    | Acesso   | Entre luxo, glamour e fantasia, a Zona Sul canta a Mocidade e Alfredo Sartory                                                                       |                      |                         |                      |
| 2010 | Campeã      | Acesso   | Nas águas do Paraguai, nasce um rio de esperança |                      |                         | [ 4 ] [ 3 ]          |
| 2011 | Vice-campeã | Especial | Sou malandro, sou carioca, sou Rio de Janeiro Intérprete:Braguinha                                                                                  | Ricardo Vilalva      |                         | [ 14 ] [ 15 ]        |
| 2012 | Campeã      | Especial | Nos trilhos da folia, a Mocidade apresenta: Mato Grosso do Sul, um Santuário de cor e alegria                                                       |                      | Braguinha               | [ 16 ]               |
| 2013 | Vice-campeã | Especial | ACIC-102 anos de luta pelo mais perfeito caminho do desenvolvimento                                                                                 |                      | Braguinha               | [ 17 ] [ 18 ]        |
| 2014 | 3º lugar    | Especial | A saga do Cavalo Pantaneiro |                      | Braguinha               | [ 19 ]               |
| 2015 | 4º lugar    | Especial | Lançou a âncora, fixou raízes: a Marinha do Brasil uma epopeia no Pantanal Compositores:Reinaldo Bah, Alex Gordão, Thiago Morganti e Thiago Meiners | Ricardo Vilalva      | Braguinha               | [ 20 ] [ 21 ] [ 22 ] |
| 2016 | Campeã      | Especial | As luzes da ribalta corumbaense | Comissão de Carnaval | Braguinha               | [ 23 ]               |
| 2017 | Vice-Campeã | Especial | Chegou a Hora Dessa Gente Bronzeada Mostrar Seu Valor                                                                                               | Comissão de Carnaval | Alex Baratinha          |                      |
| 2018 | Campeã      | Único    | Optchá, Sob um Céu de Estrelas, a Sorte da Mocidade                                                                                                 | Comissão de Carnaval | Edu Chagas              |                      |
| 2019 | Vice-Campeã | Único    | Os 110 Anos dos Divinos Santos do Brasil | Edilson Oliveira     | Braguinha               |                      |
| 2020 | 3º Lugar    | Único    | Como é doce ser criança outra vez | Edilson Oliveira     | Braguinha e Edu Chagas, |                      |